# Ne daj se, Nina
Nie poddawaj się, Nina (chor. Ne daj se, Nina, 2007–2008) – chorwacka telenowela, wzorowana na kolumbijskiej telenoweli Brzydula.

## Opis fabuły
Nina Brlek jest miłą, inteligentną i naiwną młodą kobietą. Dorasta w Zagrzebiu z rodzicami Vlado i Mira i bratem Davorem.